# 26.º governo republicano (Portugal)
O 26.º governo da Primeira República Portuguesa, nomeado a 19 de julho de 1920 e exonerado a 20 de novembro do mesmo ano, foi liderado por António Granjo.
A sua constituição era a seguinte:
| Cargo                               | Detentor | Detentor                                          | Período                                        |
| ----------------------------------- | -------- | ------------------------------------------------- | ---------------------------------------------- |
| Presidente do Ministério            |          | António Granjo (1881–1921)                        | 19 de julho de 1920 a 20 de novembro de 1920   |
| Ministro do Interior                |          | António Granjo (interino) (1881–1921)             | 19 de julho de 1920 a 22 de julho de 1920      |
| Ministro do Interior                |          | Felisberto Pedrosa (1862–1937)                    | 22 de julho de 1920 a 20 de novembro de 1920   |
| Ministro da Justiça e dos Cultos    |          | Artur Lopes Cardoso (1881–1968)                   | 19 de julho de 1920 a 20 de novembro de 1920   |
| Ministro das Finanças               |          | Inocêncio Camacho (1867–1943)                     | 19 de julho de 1920 a 20 de novembro de 1920   |
| Ministro das Finanças               |          | António Granjo (interino) (1881–1921)             | 14 de setembro de 1920 a 18 de outubro de 1920 |
| Ministro da Guerra                  |          | Hélder Ribeiro (1883–1973)                        | 19 de julho de 1920 a 20 de novembro de 1920   |
| Ministro da Marinha                 |          | Ricardo Pais Gomes (1868–1928)                    | 19 de julho de 1920 a 20 de novembro de 1920   |
| Ministro dos Negócios Estrangeiros  |          | João de Melo Barreto (1873–1935)                  | 19 de julho de 1920 a 20 de novembro de 1920   |
| Ministro dos Negócios Estrangeiros  |          | Hélder Ribeiro (interino) (1883–1973)             | 14 de setembro de 1920 a 14 de outubro de 1920 |
| Ministro do Comércio e Comunicações |          | Francisco Velhinho Correia (1882–1943)            | 19 de julho de 1920 a 20 de novembro de 1920   |
| Ministro das Colónias               |          | Manuel Ferreira da Rocha (1885–1951)              | 19 de julho de 1920 a 20 de novembro de 1920   |
| Ministro da Instrução Pública       |          | Francisco Velhinho Correia (interino) (1882–1943) | 19 de julho de 1920 a 20 de julho de 1920      |
| Ministro da Instrução Pública       |          | Artur Octávio do Rego Chagas (1869–1944)          | 20 de julho de 1920 a 14 de setembro de 1920   |
| Ministro da Instrução Pública       |          | Felisberto Pedrosa (interino) (1862–1937)         | 14 de setembro de 1920 a 21 de outubro de 1920 |
| Ministro da Instrução Pública       |          | Júlio Dantas (1876–1962)                          | 21 de outubro de 1920 a 20 de novembro de 1920 |
| Ministro do Trabalho                |          | Júlio Ernesto Lima Duque (1859–1927)              | 19 de julho de 1920 a 20 de novembro de 1920   |
| Ministro da Agricultura             |          | António Granjo (1881–1921)                        | 19 de julho de 1920 a 20 de novembro de 1920   |